# Dawit Kebede
Dawit Kebede (sinh ngày 11 tháng 11 năm 1980) là nhà báo người Ethiopia đã đoạt Giải Tự do Báo chí Quốc tế năm 2010.

## Tiểu sử

### Sự nghiệp ban đầu
Sau khi tốt nghiệp khoa báo chí và truyền thông ở Đại học Thống nhất (Unity University), anh bắt đầu viết các bài về những vấn đề chính trị-xã hội cho các báo ở Ethiopia. Sau đó anh làm việc cho tạp chí "Habesha Journal", một báo song ngữ chuyên về y tế. Năm 2004 Dawit sáng lập và làm tổng biên tập "Báo Hadar", báo này đã chỉ trích các chính sách của chính phủ do thủ tướng Meles Zenawi lãnh đạo.

### Cuộc tuyển cử 2005 gây tranh cãi
Trong cuộc tổng tuyển cử 2005 ở Ethiopia, Dawit đã viết các bài báo và xã luận chỉ trích chính phủ, ám chỉ rằng có thể Mặt trận Cách mạng Dân chủ Nhân dân Ethiopia đã bị thua trong cuộc tuyển cử này. Tháng 6 năm 2005 cảnh sát đã bắn vào các người phản đối ở Addis Ababa, tàn sát nhiều người không vũ trang ủng hộ phe đối lập. Dawit đã lên án các hành động này.
Tháng 11 năm 2005 chính quyền Ethiopia bắt anh cùng các nhà lãnh đạo cấp cao của phe đối lập Liên minh Dân chủ và Hợp nhất vì bị cho là đã dính líu tới các cuộc biểu tình chống chính phủ. Tất cả đều bị đưa ra tòa án xét xử, bị buộc tội phản quốc, tội diệt chủng và mưu toan phá hiến pháp. Họ đều bị kết án tù chung thân. Tháng 7 năm 2007 họ được khoan hồng và được phóng thích. Nhiều biên tập viên ở tù cùng với Dawit đã ra nước ngoài sống lưu vong.

### Sự nghiệp gần đây
Tháng 3 năm 2008 Dawit đã thành lập một công ty mới và bắt đầu xuất bản tờ "Thời báo Awramba" do anh làm chủ nhiệm. Theo Ủy ban bảo vệ các nhà báo thì hiện nay tờ Thời báo Awramba là tờ báo lớn thứ nhì ở Ethiopia, và là tờ báo duy nhất luôn đặt vấn đề với chính quyền Ethiopia.

### Giải thưởng
- Năm 2010, Dawit Kebede đã được trao Giải Tự do Báo chí Quốc tế vì đã liều mất an ninh và tự do bản thân khi hành nghề.[2]